# Kościół Szkocji
Kościół Szkocji (ang. Church of Scotland, scots Kirk o Scotland, szkoc. gael. Eaglais na h-Alba) – jest największym (42% ludności w 2005 r.) i jedynym narodowym kościołem w Szkocji. Należy do prezbiteriańskiego nurtu kalwinizmu. Jest członkiem Światowej Wspólnoty Kościołów Reformowanych.
Mniejszościowy szkocki Kościół anglikański jest znany jako Szkocki Kościół Episkopalny (Episcopal Church of Scotland).

## Historia
Chrześcijaństwo zostało wprowadzone w Szkocji w V-VI w. przez św. Niniana i św. Kolumbę. Bogactwo kościoła budziło w ubogiej Szkocji rosnący sprzeciw, który w XVI w. ułatwił wprowadzenie w tym kraju reformacji przez Johna Knoxa. W 1560 parlament szkocki ogłosił kalwinizm religią państwową i utworzył Kościół Szkocki. Trwały jednak spory na temat struktury zarządzania Kościołem, który wbrew zaleceniom Kalwina zachował urząd biskupa (episkopalizm). Naciski rządu angielskiego, aby upodobnić Kościół Szkocki do anglikanizmu (w tym wprowadzenie liturgii, zbliżonej do katolickiej), wywołały w 1637 wybuch powstania, broniącego prezbiteriańskiego Kościoła Szkocji. Dopiero w 1690 Anglia przyznała temu Kościołowi niezależność i odrębność, uznając go za narodowy. Unia Anglii i Szkocji potwierdziła w 1707 te ustalenia. Pełne oddzielenie Kościoła od państwa nastąpiło dopiero w 1921. Od 1968 kobiety mogą zostać pastorami i obecnie stanowią ich większość. W 2004 Alison Elliot jako pierwsza kobieta została moderatorem Zgromadzenia Ogólnego Kościoła (jest to najwyższa funkcja). Kościół Szkocki jest do dziś jednym z ważnych czynników, kształtujących odrębność narodową Szkotów.

## Kwestie społeczne
Od 1968 roku wszystkie posługi i urzędy w Kościele Szkocji są otwarte na równych zasadach dla kobiet i mężczyzn. W 2004 roku Alison Elliot została pierwszą kobietą wybraną na Moderatora Zgromadzenia Ogólnego Kościoła Szkocji.
W 2009 roku Scott Rennie został pierwszym jawnie homoseksualnym duchownym w Kościele Szkocji, którego nominacja została zatwierdzona – pomimo protestów niektórych frakcji. W 2022 roku Kościół Szkocji po raz pierwszy zagłosował za zezwoleniem duchownym na udzielanie małżeństw osób tej samej płci.
W ostatnich latach Kościół odnotowuje ogromny spadek członkostwa, co jest tłumaczone zmieniającą się teologią i innymi wewnętrznymi spięciami. Np. w 2011 roku odłączył się Trinity Church, który następnie dołączył do Międzynarodowego Kościoła Prezbiteriańskiego. W 2014 roku ponad 200 członków Stornoway High Church wyszło z Kościoła i dołączyło do Wolnego Kościoła Szkocji.